# Ulmeritoides araponga
Ulmeritoides araponga is een haft uit de familie Leptophlebiidae. De wetenschappelijke naam van de soort is voor het eerst geldig gepubliceerd in 2012 door Salles & Domínguez.